# Eurygaster hottentotta
Eurygaster hottentotta är en insektsart som först beskrevs av Fabricius 1775.  Eurygaster hottentotta ingår i släktet Eurygaster och familjen sköldskinnbaggar. Inga underarter finns listade i Catalogue of Life.